# Mangora logrono
Mangora logrono là một loài nhện trong họ Araneidae.
Loài này thuộc chi Mangora. Mangora logrono được Herbert Walter Levi miêu tả năm 2007.